# Afrocamilla carolae
Afrocamilla carolae är en tvåvingeart som beskrevs av Barraclough 1997. Afrocamilla carolae ingår i släktet Afrocamilla och familjen gnagarflugor. Inga underarter finns listade i Catalogue of Life.